# Новокомишенка
Новокоми́шенка (рос. Новокамышенка) — селище у складі Третьяковського району Алтайського краю, Росія. Входить до складу Єкатерининської сільської ради.

## Населення
Населення — 306 осіб (2010; 339 у 2002).
Національний склад (станом на 2002 рік):
- росіяни — 98 %